# Kleinkunstpreis Baden-Württemberg
Der Kleinkunstpreis Baden-Württemberg wird seit 1981 verliehen. Als einziger Landespreis für Kleinkunst in Deutschland wird er seit 1986 vom Ministerium für Wissenschaft, Forschung und Kunst ausgelobt und von der Landesarbeitsgemeinschaft der Kulturinitiativen und Soziokulturellen Zentren in Baden-Württemberg e. V. koordiniert.

## Preise und Dotierung
Von 1986 bis 1998 wurden 1., 2. und 3. Preise alle zwei Jahre in jeweils zwei festgelegten Kategorien vergeben. Seit 2020 werden jährlich ohne Kategorienfestlegung meist drei Hauptpreise verliehen. Dazu kommen noch Förderpreise und seit 2010 ein Ehrenpreis. Die Preisträger haben einen Bezug zu Baden-Württemberg.
Die Hauptpreise sind mit 5.000 Euro dotiert, die Förderpreise mit 2.000 Euro.

## Preisträger
(Auswahl)
1981
- Uli Keuler

1982
- Sabine Essinger

1986
- Clowntheater

1. Preis: Theater König Alfons
2. Preis: Kinderclown Mausi (Karl-Heinz Paul)
- Kabarett

1. Preis: Georg Schramm
2. Preis: Kabarett „Streusalz“
3. Preis: Kabarett „B.I.O.“
Förderpreis: Duo Vital
1988
- Lied/Chanson

1. Preis: Uli Führe & Susanne Peter
2. Preis: Bettina Hirschberg
3. Preis: Paule und Ente
Förderpreis: Markus Munzer-Dorn
- Pantomime

2. Preis: Janina Eisner
3. Preis: Gisela Schwenk
Förderpreis: Bernhard Hellstern
1990
- Clowntheater

1. Preis: August und September
2. Preis: Ätschegäbele
3. Preis: Schwobbel und Mäx
- Kabarett

1. Preis: Maul- und Clownseuche
2. Preis: Die Zweifler
3. Preis: Die Sprengköpfe
Förderpreis: Arno Hermer; Mike Jörg
1992
- Lied/Chanson

1. Preis: Martin Herrmann
2. Preis: Myrtil Haefs
3. Preis: Tango Five
Förderpreis: Jontef
- Pantomime

1. Preis: Mimicry
2. Preis: Mannheimer Mimentheater
3. Preis: Gisela Wagner
Förderpreis: Martin Mime; Phantomima
1994
- Clowntheater

1. Preis: Clowntheater Schorsch
2. Preis: Calvero
3. Preis: Clowntheater Jojo
Förderpreis: Clown Anda (Andrea Reichert)
- Kabarett

1. Preis: Rolf Miller
2. Preis: Christian Habekost
3. Preis: Nestbeschmutzer
1996
- Lied/Chanson

1. Preis: Bernhard Bentgens
2. Preis: Die Meedels
3. Preis: Trio des Arts & Peter Schlack
Förderpreis: Jess Jochimsen
- Pantomime

2. Preis: Papilio Mime
3. Preis: Gabi B. Moravcik
3. Preis: Theater „artgerächt“
Förderpreis: Kindertheater Patati Patata; Performance-Team Cocoon; Christoph Sieber
1998
- Clowntheater

1. Preis:  Les Frites Foutues
2. Preis: Andrea Reichert
3. Preis: Annette Vogt
3. Preis: Alexander Geiger
- Kabarett

1. Preis: Gotthard Sinn
2. Preis: Die Allergiker
3. Preis: Volker Heymann
3. Preis: Armin Töpel
Förderpreis: Timo Brunke
2000
- Clown-Company International Sintez-Buff
- Timpanicks
- Tanztheater Theatergalerie
- Amazing Top Hats (Förderpreis)

2001
- Gunzi Heil
- Füenf
- Männer ohne Nerven
- Florian Schroeder (Förderpreis)
- Theater Paradox (Förderpreis)

2002
- Annette Postel
- The Plastics
- Bülent Ceylan
- Flaschenpfand (Förderpreis)

2003
- ABBA jetzt! (Hanno Friedrich, Tilo Nest und Alexander Paeffgen)
- Ines Füldner
- Eure Mütter
- Duett Complett (Förderpreis)

2004
- Philipp Weber
- Matze Schenk
- Axel Dedering (Förderpreis)
- Tina Häussermann (Förderpreis)

2005
- Mannes Sangesmannen
- Heini Öxle (aka Heinrich Del Core)
- Junge Junge! & der Römer
- Fojgl (Förderpreis)

2006
- Florian Schroeder
- Top Sigrid
- Fabian Schläper
- Angela Buddecke (Förderpreis)

2007
- Sandra Hartmann und Peter Schindler
- TOPAS alias Thomas Fröschle
- Ernst und Heinrich
- Timo Marc (Förderpreis)

2008
- Marlies Blume & Fräulein Müller
- Thomas Schreckenberger
- Burr & Klaiber
- Der Schwabenkanal – Ewald und Manfred (Förderpreis)

2009
- Ernst Mantel
- Martin Wangler
- Stefanie Kerker (Förderpreis)

2010
- Philipp Scharrenberg („Scharri“)
- Christoph Sieber
- Florian Zimmer
- Robeat (Förderpreis)
- Thomas Freitag (Ehrenpreis)

2011
- Jess Jochimsen
- Nils Heinrich
- Gogol & Mäx (Christoph Schelb & Max-Albert-Müller)
- Stefan Waghubinger (Förderpreis)
- Michael Krebs (Förderpreis)
- Georg Schramm (Ehrenpreis)

2012
- Marcus Jeroch & Dieter Schroeder
- Frank Sauer
- Volksdampf (Lisa Greiner, Suso Engelhardt, Reiner Muffler)
- Acoustic Instinct (Julian Knörzer, Paul Brenning)
- Mathias Richling (Ehrenpreis)

2013
- Uli Boettcher
- Sascha Bendiks und Simon Höneß
- Harry und Jakob (Harry Kienzler und Jakob Nacken)
- Özcan Coşar (Förderpreis)
- Grachmusikoff Trio (Ehrenpreis)

2014
- Roland Baisch
- High Five
- Duo Suchtpotenzial (Förderpreis)
- Mademoiselle Mirabelle (Förderpreis)
- Luddi (Förderpreis)
- Matthias Deutschmann (Ehrenpreis)

2015
- Martina Brandl
- Rosemie
- Bernd Kohlhepp
- René Sydow (Förderpreis)
- Olaf Bossi (Förderpreis)
- Maren Kroymann (Ehrenpreis)

2016
- Unduzo
- Günter Fortmeier
- Die Schlagzeugmafia (Förderpreis)
- Das Lumpenpack (Förderpreis)
- Matthias Weiss (Förderpreis)
- Christof Stählin (Ehrenpreis, postum)

2017
- Irmgard Knef (Ulrich Michael Heissig)
- Werner Koczwara
- Michael Krebs
- Sarah Lesch (Förderpreis)
- Nektarios Vlachopoulos (Förderpreis)
- Uli Keuler (Ehrenpreis)

2018
- Chaos-Theater Oropax
- Habbe & Meik
- Martin Herrmann
- Tino Bomelino (Förderpreis)
- Harald Hurst (Ehrenpreis)

2019
- Berta Epple (ehemalig Tango Five)
- Markus Zink („Zink!“)
- Hiss
- Nikita Miller (Förderpreis)
- Bernd Lafrenz (Ehrenpreis)

2020
- Magdalena Ganter
- Luksan Wunder
- Sebastian Lehmann
- Dietlinde Ellsässer & Jakob Nacken (Förderpreis)
- Thomas Reis (Ehrenpreis)

2021
- Stefan Waghubinger
- Andy Häussler
- Huub Dutch Duo
- Anne Folger (Förderpreis)
- Mackefisch (Förderpreis)
- Michael Quast (Ehrenpreis)

2022
- Helene Bockhorst
- Die Feisten
- HASA (Band von Heiner Reiff)
- Götz Frittrang
- Laura Braun (Förderpreis)
- Reiner Kröhnert (Ehrenpreis)

2023
- Serdar Karibik
- Jaana Felicitas & Nicolai Striebel
- Schwester Cordula
- Kai Bosch (Förderpreis)
- Klara Finck (Förderpreis)
- Volkmar Staub (Ehrenpreis)

2024
- René Sydow
- Chris Iris
- Murzarella
- anders (Förderpreis)
- Rhinwaldsounds (Förderpreis)
- Patrizia Moresco (Ehrenpreis)